# Nergal-ushezib
Nergal-ushezib of Nergal-ušēzib regeerde zes maanden over Babylonië in het jaar 693 v.Chr., nadat hij door de Elamitische vorst Hallušu-Inšušinak op de troon gezet was. Het jaar daarvoor was er oorlog uitgebroken tussen Elam en Assyrië en als onderdeel daarvan had Elam een aanval op Babylonië ondernomen.
In het voorjaar van 693 v.Chr. veroverde Nergal-ushezib verdere delen van Babylonië, waaronder de stad Nippur. Daarna ging Assyrië in de tegenaanval en veroverde Uruk, dat klaarblijkelijk al in handen van Nergal-ushezib was. Deze vluchtte daarop naar Elam van waaruit hij een tegenaanval ondernam. Hij werd echter in de provincie Nippur gevangengenomen en naar Assyrië meegevoerd. Bij een stadspoort van Ninive werd hij op 26 Tašritu (14 oktober) 693 v.Chr. in een kooi opgehangen.